# Мокриште
Мокриште (болг. Мокрище) — село в Болгарии. Находится в Пазарджикской области, входит в общину Пазарджик. Население составляет 1 906 человек.

## Политическая ситуация
В местном кметстве Мокриште, в состав которого входит Мокриште, должность кмета (старосты) исполняет Димитр Иванов Пенчев (коалиция в составе 3 партий: ВМРО — Болгарское национальное движение, Союз свободной демократии (ССД), Демократы за сильную Болгарию) по результатам выборов правления кметства 2007 года.
Кмет (мэр) общины Пазарджик — Тодор Димитров Попов (независимый) по результатам выборов 2007 года в правление общины.